# Nosema apis
Nosema apis е едноклетъчна микроспоридна гъбичка паразитираща върху медоносните пчели от род Apis. Причинява нозематоза – едно от най-разпространените заболявания по пчелите, особено в по-северните страни. До скоро, микроспоридиите и респективно ноземите са били класифицирани като протисти, но според най-новите изследвания са сродни на гъбите.